# شركة إيران للتصنيع المجمع
 تعد شركة إيران للتصنيع المجمع (ICM) أكبر شركة تصنيع مجمعة في الشرق الأوسط وتقع في آراك . تأسست في عام 1969 بترخيص من الأمريكي جون دير .

## التاريخ
تأسست شركة إيران للجمع بين التصنيع وسجلت في عام 1969 تحت اسم جانساز (Ltd) وبدأت في إنتاج الآلات الزراعية بسعة 20000 طن سنويًا. 
في عام 1970، تم بيع الشركة إلى كونسورتيوم بقيادة الشركة الأمريكية جون ديري، وفي النهاية غيرت اسمها إلى «إيران جون ديري». ومع ذلك، في عام 1982 ، تم تغيير ملكية الشركة إلى حصة مساهمة. 

## روابط خارجية
- شركة التصنيع الإيرانية